# Ferrari 166
A Ferrari 166 é um automóvel esportivo. Teve como origem o carro de corrida Ferrari 125 S. Apenas foram produzidos 39 exemplares entre 1948 e 1950.
O número 166 de seu modelo tem a ver com a cilindrada cúbica de cada cilindro. Seu motor era um V12, 1992 cilindradas, 140 CV a 6600 rpm. Sua velocidade máxima era de 193 km/h. Muitos construtores famosos de carrocerias montaram esse Ferrari, entre eles Bertone, Farina, Ghia e Zagato.
Outros modelos da Ferrari também se chamaram 166 em anos diferentes são eles:
- 1948 Ferrari 166 F2, veículo utilizado na Fórmula 2.
- 1948 Ferrari 166 S Allemano, barchetta e coupé de corrida.
- 1948 Ferrari 166 SC - moto-fender Corsa roadster de corrida.
- 1948 Ferrari 166 MM Touring - Superleggera barchetta e coupé de corrida.
- 1949 Ferrari 166 MM Zagato - barchetta e coupé de corrida.
- 1949 Ferrari 166 Inter - Carroceria de rua cabriolet e coupé.
- 1953 Ferrari-Abarth 166 MM/53 - barchetta e coupé de corrida.